# Calintaan
Calintaan (Bayan ng Calintaan) är en kommun i Filippinerna. Kommunen ligger på ön Mindoro, och tillhör provinsen Occidental Mindoro. Folkmängden uppgår till 23 503 invånare.
Calintaan delas in i sju barangayer.

### Webbkällor
- Quick Tables: List of Municipalities
- Population and Housing